# 18 agosto
Il 18 agosto è il 230º giorno del calendario gregoriano (231º negli anni bisestili). Mancano 135 giorni alla fine dell'anno.

## Eventi
- 293 a.C. – Viene costruito il più antico tempio romano dedicato a Venere; nasce l'istituzione delle Vinalia Rustica;
- 1201 – Viene fondata la città di Riga;
- 1541 – Una nave portoghese naufraga nei pressi della regione giapponese di Higo;
- 1565 – Assedio di Malta: l'esplosione di una mina precede l'attacco di circa 2500 giannizzeri contro le fortificazioni maltesi; l'assalto sarà respinto con gravi perdite, e lo stesso Gran Maestro la Valette verrà ferito da un'esplosione;
- 1572 – Francia: Enrico di Borbone sposa Margherita di Valois, figlia di Caterina de' Medici ed Enrico II di Francia;
- 1587 – A Roanoke nasce Virginia Dare, nipote del governatore John White: è la prima persona di origine inglese che nasce nel continente americano;
- 1590 – John White torna alla Colonia di Roanoke, dopo un viaggio in Inghilterra, e la trova deserta;
- 1634 – Urbain Grandier è accusato di stregoneria e bruciato vivo sul rogo a Loudun, in Francia;
- 1690 – Guerra di successione spagnola, battaglia di Staffarda: Nicolas Catinat, generale del Re Sole, distrugge le truppe savoiardo-imperiali;
- 1700 – Viene firmata la Pace di Traventhal fra Svezia e Danimarca;
- 1775 – Gli spagnoli costruiscono un forte a Tucson (Arizona);
- 1789 – Inizia la Rivoluzione di Liegi;
- 1832 – François-René de Chateaubriand soggiorna a Lugano per quel giorno a Villa Tanzina;
- 1860 – Potenza insorge contro i Borbone e proclama, prima nel Mezzogiorno, l'Unità d'Italia;
- 1864 – Guerra civile americana: comincia la battaglia di Globe Tavern, che finirà solo il 21 agosto con la vittoria degli Stati Confederati;
- 1868 – L'astronomo francese Pierre Jules César Janssen scopre l'elio;
- 1877 – Asaph Hall scopre Fobos;
- 1892 – Firma dell'Alleanza franco-russa;
- 1903 – L'ingegnere tedesco Karl Jatho costruisce il primo modello di aeroplano a motore quattro mesi prima dei fratelli Wright;
- 1918 – Viene costituita a Monaco di Baviera la Società Thule: costituirà il nucleo del partito nazionalsocialista conosciuto come NSDAP;
- 1920 – Negli USA viene emanato il XIX emendamento della Costituzione americana, certificato il 26 agosto, che concede alle donne nere il diritto di voto;
- 1940 – Il Giorno più duro della battaglia d'Inghilterra, in cui entrambi gli schieramenti subiscono il massimo delle perdite;
- 1944 – I cadaveri dei partigiani Sirio Corbari, Adriano Casadei, Arturo Spazzoli e Iris Versari, membri della Banda Corbari, vengono appesi ai lampioni di piazza Saffi a Forlì;
- 1946 – Vergarolla (Pola): Strage di Vergarolla;
- 1949 – Germania, Herzogenaurach, viene fondata Adidas sotto Adolf Dassler;
- 1958 – La canzone Nel blu dipinto di blu raggiunge la posizione numero 1 della classifica statunitense Billboard Hot 100, dove resterà per sei settimane consecutive[1];
- 1975 – Viene ritrovata in una zona centrale della Cina una mummia di oltre 2000 anni;
- 1993 – A Lucerna (Svizzera) brucia il Kapellbrücke, il più antico ponte coperto d'Europa costruito interamente in legno nel 1333;
- 1996 – Viene cancellata al penultimo episodio la serie TV animata Meiken Lassie, parte del programma World Masterpiece Theater e prima opera autoriale del regista Sunao Katabuchi[2];
- 2001 – La casa farmaceutica tedesca Bayer ammette che 52 persone sono morte a causa degli effetti collaterali del farmaco anticolesterolo Lipobay; il farmaco era stato ritirato dal mercato all'inizio di agosto.

## Nati
Ci sono circa 1 140 voci su persone nate il 18 agosto; vedi la pagina Nati il 18 agosto per un elenco descrittivo o la categoria Nati il 18 agosto per un indice alfabetico.

## Morti
Ci sono circa 480 voci su persone morte il 18 agosto; vedi la pagina Morti il 18 agosto per un elenco descrittivo o la categoria Morti il 18 agosto per un indice alfabetico.

## Feste e ricorrenze

### Religiose
Cristianesimo:
- Sant'Agapito di Palestrina, martire
- Sant'Alberto Hurtado, religioso
- Sant'Elena Imperatrice
- Sant'Eliana, vergine di Amansea
- Sant'Eonio di Arles, vescovo
- San Firmino di Metz, vescovo
- Santi Floro e Lauro, martiri
- San Franco eremita, venerato a Francavilla al Mare
- San Giovanni di Rila, anacoreta
- San Leone di Myra, martire
- San Macario di Pelecete, abate
- Santi Martiri di Utica (Massa Candida)
- Beato Antonio Banassat, martire
- Beati Domenico de Molinar e Gaspare di Salamanca, mercedari
- Beato Francesco Arias Martin, sacerdote e martire
- Martiri clarettiani di Barbastro:
  - Beato Giacomo Falgarona Vilanova
  - Beato Atanasio Vidaurreta Labra
- Beato Leonardo di Cava, abate di Cava
- Beato Martin Martinez Pascual, sacerdote e martire
- Beata Paola Montaldi, vergine
- Beato Rinaldo da Concorezzo, vescovo
- Beato Vincenzo Maria Izquierdo Alcon, sacerdote e martire